# Papilio syfanius
Papilio syfanius är en fjärilsart som beskrevs av Charles Oberthür 1886. Papilio syfanius ingår i släktet Papilio och familjen riddarfjärilar. Inga underarter finns listade i Catalogue of Life.